# NGC 1094
NGC 1094 è una galassia a spirale situata nella costellazione della Balena, a una distanza di circa 299 milioni di anni luce dalla nostra Via Lattea.

## Scoperta
La galassia è stata scoperta il 24 novembre 1785 dall'astronomo britannico di origine tedesca William Herschel.

## Descrizione
NGC 1094 ha una classe di luminosità I-II e presenta una larga riga a 21 cm dell'idrogeno neutro.
NGC 1094 e IC 1856 si trovano nella stessa regione di cielo e, secondo lo studio condotto da Abraham Mahtessian, formano una coppia di galassie.
Il database SIMBAD la classifica come galassia LINER, cioè una galassia il cui nucleo presenta uno spettro di emissione caratterizzato da larghe righe di atomi debolmente ionizzati.